# Nesticus beshkovi
Nesticus beshkovi är en spindelart som beskrevs av Christo Deltshev 1979. Nesticus beshkovi ingår i släktet Nesticus och familjen grottspindlar. Inga underarter finns listade i Catalogue of Life.